# Laevidentalium jaffaensis
Laevidentalium jaffaensis is een Scaphopodasoort uit de familie van de Laevidentaliidae. De wetenschappelijke naam van de soort is voor het eerst geldig gepubliceerd in 1938 door Cotton & Ludbrook.